# 真木勝宏
真木 勝宏（まき かつひろ）は日本の俳優。タレントマネージャー。

## 人物
俳優養成所明蝶芸術学院出身。芸能事務所「星野事務所」に入社。火野正平のマネジメントを担当した。1977年にマネジメントを担当していた火野が新・必殺仕置人に出演した事で、彼に付き添っていた真木のぽっちゃりとした体型や明るいキャラクターがスタッフの目に留まり、「屋根の男」役で21話から最終話まで出演した。

## 出演作品
- 新・必殺仕置人(1977年)第21話 - 最終話 - 屋根の男(セミレギュラー。本作では「マキ」名義で出演)
- 江戸プロフェッショナル・必殺商売人(1978年)　第25話 - 肥満体の男
- 必殺からくり人・富嶽百景殺し旅(1978年) 第12話 - 住職
- 土曜ワイド劇場京都の芸者弁護士(1999年) - バイ爺
- 新・赤かぶ検事奮戦記(1999年) - 入浴中の父親